# Miya-juku
Miya-juku (宮宿, Miya-juku) était la quarante et unième des cinquante-trois stations du Tōkaidō, qui était la route majeure du Japon durant la période Edo.

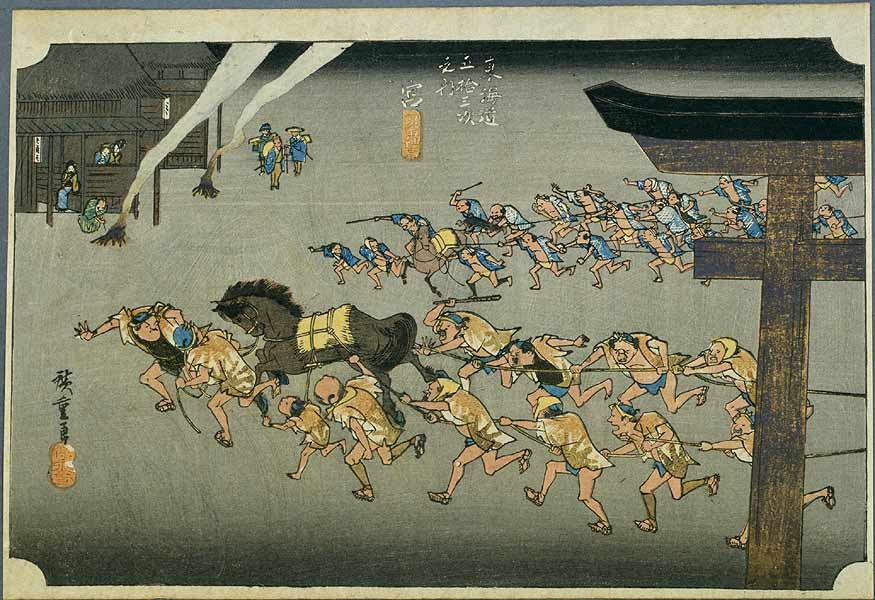
Miya-juku dans les années 1830, représenté par Hiroshige dans les Cinquante-trois Stations du Tōkaidō.

Elle était située dans le quartier Atsuta-ku de la ville de Nagoya, dans la préfecture d'Aichi au Japon. Elle se trouvait à 6 km de Narumi-juku, la shukuba (station) précédente.

## Histoire
En plus d'être une station du Tōkaidō, Miya-juku faisait également partie du Minoji (une route secondaire qui allait de Tarui-juku sur le Nakasendō) et du Saya Kaidō. En conséquence de quoi elle avait le plus grand nombre d'hatago de toutes les stations le long du Tōkaidō, en plus de ses deux honjin.

## Stations voisines
Tōkaidō
Narumi-juku – Miya-juku – Kuwana-juku
Saya Kaidō
Miya-juku (point de départ) – Iwazuka-juku
Minoji
Miya-juku (point d'arrivée) – Nagoya-juku